# Jānis Dombrava
 (décembre 2021).
La mise en forme du texte ne suit pas les recommandations de Wikipédia : il faut le « wikifier ».
Les points d'amélioration suivants sont les cas les plus fréquents. Le détail des points à revoir est peut-être précisé sur la page de discussion.
- Les titres sont pré-formatés par le logiciel. Ils ne sont ni en capitales, ni en gras.
- Le texte ne doit pas être écrit en capitales (les noms de famille non plus), ni en gras, ni en italique, ni en « petit »…
- Le gras n'est utilisé que pour surligner le titre de l'article dans l'introduction, une seule fois.
- L'italique est rarement utilisé : mots en langue étrangère, titres d'œuvres, noms de bateaux, etc.
- Les citations ne sont pas en italique mais en corps de texte normal. Elles sont entourées par des guillemets français : « et ».
- Les listes à puces sont à éviter, des paragraphes rédigés étant largement préférés. Les tableaux sont à réserver à la présentation de données structurées (résultats, etc.).
- Les appels de note de bas de page (petits chiffres en exposant, introduits par l'outil «  Source ») sont à placer entre la fin de phrase et le point final[comme ça].
- Les liens internes (vers d'autres articles de Wikipédia) sont à choisir avec parcimonie. Créez des liens vers des articles approfondissant le sujet. Les termes génériques sans rapport avec le sujet sont à éviter, ainsi que les répétitions de liens vers un même terme.
- Les liens externes sont à placer uniquement dans une section « Liens externes », à la fin de l'article. Ces liens sont à choisir avec parcimonie suivant les règles définies. Si un lien sert de source à l'article, son insertion dans le texte est à faire par les notes de bas de page.
- La présentation des références doit suivre les conventions bibliographiques. Il est recommandé d'utiliser les modèles {{Ouvrage}}, {{Chapitre}}, {{Article}}, {{Lien web}} et/ou {{Bibliographie}}. Le mode d'édition visuel peut mettre en forme automatiquement les références.
- Insérer une infobox (cadre d'informations à droite) n'est pas obligatoire pour parachever la mise en page.

Pour une aide détaillée, merci de consulter Aide:Wikification.
Si vous pensez que ces points ont été résolus, vous pouvez retirer ce bandeau et améliorer la mise en forme d'un autre article.
 (décembre 2021).
Jānis Dombrava (né le 29 juin 1988 à Riga) est un homme d'État letton et député au Saeima (Parlement). Il est le membre du conseil d’administration et le vice-président de l’Alliance nationale (Alliance nationale « Tout pour la Lettonie ! » - « Pour la patrie et la liberté/LNNK »). Ayant effectué plusieurs mandats au sein de la Saeima, il est actuellement élu à la 13e Saeima.

## Biographie
Jānis Dombrava est né à Riga. Il étudie au lycée Natalija Draudzina de Riga. Après son diplôme d’enseignement secondaire à l’École du soir No. 13 de Riga Rainis, il entre à la faculté d'histoire et de philosophie de l'Université de Lettonie et reçoit le diplôme de licence en 2010.
Dombrava était marié avec Ieva Bērziņa, avec qui il a eu une fille en 2011, ils ont divorcé en 2016.
Il se remarie avec Annija Asmine en 2021, de ce mariage née aussi une fille.
Avant de devenir député, Dombrava occupe divers emplois à partir de l'âge de 15 ans pendant son temps libre, notamment dans le domaine de la construction et de l'informatique.

## Activité politique
En 2005 il adhère à l'organisation de « Tout pour la Lettonie ! » (en letton "Visu Latvijai!"), qui est devenu un parti politique l'année suivante. Il était le chef et le membre du conseil d'administration du Banlieue de Vidzeme et puis de la branche de Riga du parti.
Le 8 février 2007 Dombrava faisait partie des participants de la manifestation, organisé par "Visu Latvijai!", qui se sont mis à poil devant la Saeima à -18C° pour protester contre l’annexion d’Abrene par la Russie. Le 10 mars 2009 "Visu Latvijai!" a organisé une campagne de "Skolu vienības uguns" pour empêcher la liquidation des petites écoles rurales. La campagne a pu réunir environ 200 écoles et 20 000 personnes sur tout le territoire de la Lettonie, en allumant simultanément des feux de l'unité. Dombrava s’est présenté aux élections du conseil municipal de Riga en 2009, mais le parti "Visu Latvijai!" n'a pas obtenu un soutien suffisant de la part des électeurs.
En 2010 il s’est présenté aux élections de la 10e Saiema au sein de l'Alliance nationale et a été élu à la Saeima dans la circonscription de Vidzeme.
Dombrava est le plus jeune député depuis la restauration de l'État letton (élu à l'âge de 22 ans, soit le même âge mais quelques mois de plus Une fois élu a la Saeima également Māris Vītols, Juris Sokolovskis et Jānis Upenieks).
En automne 2011, lors des élections extraordinaires de la Saeima, Dombrava a été élu à la 11e Saeima par l'Alliance nationale. Il a également reçu le soutien des électeurs lors des élections de 2014 à la 12e Saeima. À l'automne 2018, il a été élu à la 13e Saeima, devenant ainsi le premier membre de la Saeima à avoir été élu à quatre Saeimas à l'âge de 30 ans. Il s'est porté candidat aux élections du Parlement européen de 2019, mais n'a pas été élu.
Dombrava a été active dans la lutte pour freiner l'immigration, que ce soit en s'opposant aux "quotas de réfugiés" , en réduisant l'aide sociale aux réfugiés  ou en demandant à la Saeima de ne pas soutenir le Pacte mondial des Nations unies pour les migrations.
En juin 2018, il a été placé sur la liste noire de la Russie pour ses activités politiques.
En août 2021, dans le contexte de la crise frontalière biélorusse, Dombrava a plaidé à plusieurs reprises en faveur d'une action rapide visant à renforcer la frontière entre la Biélorussie et la Lettonie, notamment en soutenant l'idée d'un mandat d'utilisation des armes. Plus tard, lorsque les importantes sommes d'argent que ces personnes paient pour passer la frontière de l'UE (jusqu'à 10 000 euros) , ont été révélées, il a déclaré que cette crise faisait partie d'une guerre hybride et que la frontière devrait être complètement fermée contre l'immigration illégale.
En septembre 2021, Dombrava s'est opposé à une indemnisation de 40 millions d'euros pour la communauté juive, arguant que les véritables bénéficiaires n'étaient pas les victimes de l'Holocauste, mais une association distincte ayant des liens avec des blanchisseurs d'argent et des oligarques russes sanctionnés,.

## Opinions politiques

### Immigration
Dombrava critiquait fortement et de manière régulière l'immigration en provenance des pays du tiers monde, notamment lors de la crise des migrants de 2015, lorsqu'il s'est opposé aux "quotas de réfugiés", arguant que les immigrants proviennent de pays présentant un risque élevé de terrorisme, que les allocations aux réfugiés pèsent sur les budgets nationaux et que les immigrants, avec leurs importantes différences culturelles, créent des tensions sociales. Dombrava a également été l'un de ceux qui ont fait pression en faveur d'une réduction de l'allocation sociale pour les réfugiés, affirmant que "nous devrions d'abord penser à nos propres citoyens, et non aux migrants d'autres pays", et que cette allocation était élevée par rapport aux prestations sociales dont bénéficie la population locale 
En 2018, il a également fait partie des députés européens qui ont voté en faveur d'une résolution appelant le gouvernement à ne pas adopter le Le Pacte mondial sur les migrations 
Dombrava s'est régulièrement montrée très critique à l'égard non seulement des réfugiés, mais aussi des étudiants des pays tiers. En 2018, Dombrava a fait sensation avec un article dans lequel il mentionnait que les étudiants étrangers utilisent leurs études en Lettonie comme une opportunité d'obtenir un permis de séjour, pour en fait travailler dans des emplois à temps plein peu qualifiés, et qu'ils utilisent leurs études comme couverture  Avant et depuis, Dombrava s'est activement exprimé et a plaidé pour la réforme de ces permis de séjour.

### Attitude à l'égard de la Russie et de l'URSS
Dombrava a régulièrement exprimé la nécessité de réduire l'Russie influence russe lettone, y compris un effort pour réduire la coopération des collectivités locales lettones avec la Russie , appelant à un permis de séjour temporaire pour suspendre le commerce , a présenté un projet de loi pour limiter l'utilisation de symboles soviétiques dans l'environnement public , et a également appelé au renforcement de la défense de la Lettonie contre les menaces militaires potentielles posées par la Russie.
En 2014, avant l'annexion de la Crimée, il a condamné l'incapacité du ministre des Affaires étrangères Edgars Rinkevics à réagir et à reconnaître la menace russe.
En tant que parlementaire, Dombrava a soutenu à plusieurs reprises le démantèlement du monument controversé de la Victoire, et en 2019, après avoir recueilli les 10 000 signatures nécessaires pour sa proposition de démantèlement , a fait partie d'un groupe de travail créé à cet effet. En ce qui concerne un monument similaire à Limbaži, il a soutenu la section de Limbaži du Daugavas Vanagi, obtenant le démantèlement du monument de l'URSS. Lors de la remise d' une note de réclamation au ministère russe des Affaires étrangères à cette occasion, Dombrava a déclaré : "En défendant cette pierre commémorative particulière, qui a été démantelée, la Russie s'humilie elle-même, car elle tente simultanément de justifier les meurtriers et de légitimer le régime d'occupation de l'URSS." 
Dombrava pense que le Jour de la Victoire (9 mai) en Lettonie est un moyen pour la Russie de maintenir l'identité des Russes vivant en Lettonie avec l'URSS, ce qu'il appelle "le culte du 9 mai". Il nie également que le monument ait quelque chose à voir avec la libération, arguant qu'en 1944, l'Estonie, où les troupes allemandes s'étaient déjà retirées et un État indépendant avait été déclaré, a été neanmoins occupée par l'URSS.
Depuis 2017, Dombrava a plusieurs fois été le promoteur des initiatives visant à retirer les symboles de l'époque de l'URSS sur les rambardes du Pont de pierre.
En juin 2018, il a été mis sur la liste noire de la Russie pour ses activités politiques.
De même, le 9 mai 2020, au début de la pandémie de coronavirus, alors que les rassemblements faisaient l'objet de restrictions strictes, il a déclaré que les responsables devaient assumer la responsabilité de ne pas avoir limité le flux de personnes vers le monument de la Victoire".

### Activités internationales
En 2011, après les élections présidentielles biélorusses, alors que les manifestations de l'opposition étaient réprimées, avec les membres de la faction de l'Alliance nationale, il a exhorté la Saeima à adopter une déclaration condamnant la répression violente des manifestants en Biélorussie. En 2020, après les résultats des élections présidentielles au Belarus, il a été également l'un de ceux qui ont appelé à de nouvelles élections présidentielles légitimes en Biélorussie.
En 2013, il a appelé le Parlement estonien à éviter "les erreurs de la Lettonie" en ratifiant le traité frontalier entre l'Estonie et la Russie, qui comprenait l'abandon de la région de Petseri, tout comme la Lettonie a renoncé à son droit sur Abrene.
A l'Assemblée parlementaire du Conseil de l'Europe et dans des publications il a condamné l'occupation par la Russie des territoires géorgiens et ukrainiens lors de débats parlementaires. À la fin de l'année 2013 il a participé au « Maïdan » ukrainien, où il a souligné que ni l'Est ni l'Ouest n'ont le droit de décider de l'avenir du peuple ukrainien, mais le peuple ukrainien lui-même.
A soutenu les déclarations de Saeima en faveur de la souveraineté de l'Ukraine et des forces armées ukrainiennes, y compris la participation à des campagnes de collecte de fonds connexes.

### Langue officielle et les emblèmes nationaux
En 2011, Dombrava a participé activement à la campagne de collecte de signatures initiée par l'Alliance nationale pour un enseignement unifié dans la langue nationale. Il a soutenu les amendements pertinents lorsqu'ils ont été examinés par la Saeima. Il a également été l'un des députés qui en 2018 ont soutenu l'enseignement public au niveau primaire uniquement dans la langue officielle. En 2020, il a été l'un des partisans du projet de loi sur l'enseignement du letton dans les écoles maternelles.
En 2012, lors de l'organisation du référendum sur le russe comme deuxième langue d'État, il a vivement critiqué les partisans de cette idée, appelant à voter contre. Notamment, Dombrava a souligné la forte proportion de partisans en prison, en déclarant que "nous ne pouvons que juger qu'Ušakovs et Urbanovičs, en annonçant qu'ils voteront en faveur du russe lors du référendum, tentent de s'attirer les faveurs des plus ardents partisans de la langue russe - criminels.”  Dans le contexte du référendum, Dombrava a cité l'exemple de la Biélorussie, affirmant que l'introduction d'un bilinguisme similaire en Biélorussie avait conduit à l'élimination presque totale de la langue biélorusse dans l’espace public.
En 2012 déjà, il s'était prononcé en faveur d'un durcissement des peines pour la profanation de monument de la liberté. En 2020, il a présenté au parlement et obtenu l'adoption d'un projet de loi sur le monument de la liberté et le cimetière des Frères de Riga, qui établit une zone de protection spéciale pour ces sites.

### Pandémie de COVID-19
Le 24 février 2020, avant même que l'état d'urgence ne soit déclaré, Dombrava et d'autres députés de l'Alliance nationale ont demandé la suspension du trafic avec les pays touchés par le virus Covid-19, afin que le virus ne soit pas importé en Lettonie et que des restrictions nationales ne soient pas imposées. Des appels similaires à l'arrêt des migrations en provenance de l'étranger ont été lancés à l'été et à l'automne 2020, lorsque la propagation du virus en Lettonie a été arrêtée.
En décembre 2020, Dombrava a publié un article dans lequel il exprime que les personnes qui s'expriment contre la vaccination ou les pandémies ne devraient pas être condamnées, arguant que "ce sont tous nos frères". C'est notre société. Ils ont des points de vue différents mais avant de les condamner, nous devrions essayer de les comprendre. La communication honnête, ouverte et respectueuse doit se faire avec tout le monde, pas seulement avec certains." 
Contrairement aux autres partis de la coalition, Dombrava s'est également opposé à la vaccination obligatoire pour certaines professions, proposant que la préoccupation première soit de vacciner toutes les personnes à risque.

## Résultats des élections
| Année | Élections                              | Lister                | Comté(s) | Placer dans la liste | Avantages | Suppressions | Placer des prospects | Le résultat |
| ----- | -------------------------------------- | --------------------- | -------- | -------------------- | --------- | ------------ | -------------------- | ----------- |
| 2009  | Élections du conseil municipal de Riga | Toute la Lettonie !   | Riga     | 6.                   | 230       | 92           | 6.                   | pas élu     |
| 2010  | dix. Élections de Saeima               | Association nationale | Vidzeme  | 5.                   | 2151      | 1427         | 3.                   | élu         |
| 2011  | 11. Élections de Saeima                | Association nationale | Vidzeme  | 2.                   | 9874      | 1711         | 2.                   | élu         |
| 2014  | 12. Élections de Saeima                | Association nationale | Vidzeme  | 2.                   | 12010     | 3110         | 2.                   | élu         |
| 2018  | 13. Élections de Saeima                | Association nationale | Vidzeme  | 3.                   | 7438      | 1659         | 3.                   | élu         |